# Cosmic Suite
Cosmic Suite ist ein Jazzalbum des Matthew Shipp Quartet mit Daniel Carter, Joe Morris und Whit Dickey. Die am 31. Januar 2008 entstandenen Aufnahmen erschienen 2008 auf Not Two Records.

## Hintergrund
Der Saxophonist Daniel Carter hatte zuvor in Shipps Nubop Quartet gespielt und an dessen Album Strata (1997, HatHut) mitgewirkt. während Shipp selbst in Other Dimensions in Music, einem Bandprojekt von Carter, zu Gast war. Als Rhythmusgruppe agieren der Bassist Joe Morris und der Schlagzeuger Whit Dickey aus Shipps damaligen Pianotrio.

## Titelliste
- Matthew Shipp Quartet: Cosmic Suite (Not Two Records) – MW 798-2

1. Cosmic Suite Part 1  10:30
2. Cosmic Suite Part 2  3:20
3. Cosmic Suite Part 3  7:55
4. Cosmic Suite Part 4  7:10
5. Cosmic Suite Part 5  6:37
6. Cosmic Suite Part 6  6:41
7. Cosmic Suite Part 7  4:34
8. Cosmic Suite Part 8  8:28
9. Cosmic Suite Part 9  6:25

Alle Kompositionen stammen von Matthee Shipp.

## Rezeption
Nach Ansicht von John Sharpe, der das Album in All About Jazz rezensierte, gebe es auf dem Album, obwohl als Suite dargestellt,  keine offensichtlichen Verbindungen zwischen den einzelnen Titeln, die einen „köstlichen Mittelweg zwischen dem Vorgefassten und dem Unzeitgemäßen einnehmen, wo Unterscheidungen verschwimmen, was das resultierende Angebot unerkennbarer als eine Komposition macht, aber strukturierter als vollständige Improvisation.“ Tatsächlich klinge es manchmal so, als würden die vier Musiker eine Reihe von Themen interpretieren, die noch nie angegeben wurden, aber das Gespielte subtil formen und färben. Auch wenn niemand konsequent die Session anführe, wirkten Shipps beharrliche, klingende Akkorde als wiederkehrende Motive, die die Gruppeninteraktion anregten, bevor sie sich in dunkle, rumpelnde Unterströmungen oder romantische Schnörkel auflösten. Daniel Carter, der hier Trompete, Klarinette und Altsaxophon spielt, vermeide sorgsam die einfache Möglichkeit, Shipps Spiel zu wiederholen und gelassen über die wiederholten Muster des Pianisten zu gleiten, meint Sharpe. Seine abstrakten Träumereien würden weitgehend die extremen Register meiden, wobei bluesige Melodien oft in Seufzen oder Flüstern endeten. Part Eight sei davon die Ausnahme, in der Carters drängender, scharfer Ausbruch auf dem Altsaxophon in einem heulenden Schrei gipfle, der später in einer Coda zarter Lyrik zurückkehre, die in einem herzzerreißenden Vibrato ende; dies sei einer der Höhepunkte des Albums.